# Ljudfilm

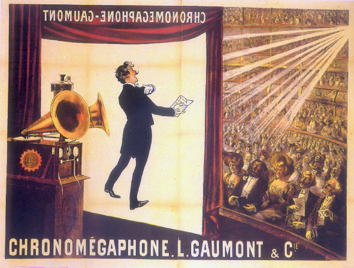
Gaumont 1902.

En ljudfilm eller talfilm är en film med synkroniserat ljud eller ljud som lagts på bilder, till skillnad från stumfilm. Den första kända offentliga visningen av ljudfilm skedde i Paris 1900, men det skulle ta flera årtionden innan pålitlig synkronisering blev kommersiellt användbart. Den första kommersiella visningen av filmer med helt synkroniserat ljud skedde i april 1923 i New York. Den första långfilmen som lanserades som en ljudfilm var Jazzsångaren, som släpptes i oktober 1927.
Vid tidigt 1930-tal var ljudfilmerna ett globalt fenomen. I USA hjälpte de till med att säkerställa Hollywoods position som en av världens mäktigaste kulturella/kommersiella system. I Europa (och i mindre skala på andra håll i världen) behandlades den nya utvecklingen med misstänksamhet av flera filmskapare och kritiker, som var oroade för att fokus på dialogen skulle förstöra de unika estetiska fördelarna med ljudlös film. I Japan, där populär filmtradition integrerade stumfilmer med dialog framförd av skådespelare på plats, tog det lång tid för ljudfilmen att få fäste. I Indien blev ljudet den förändring som ledde till den snabba expansionen av landets filmindustri, vilken sedan början av 1960-talet har kommit att bli den mest produktiva filmindustrin i hela världen.

## Historik

### Tidiga steg
Idén att kombinera filmer med inspelat ljud är nästan lika gammal som konceptet av film i sig självt. Den 27 februari 1888, ett par dagar efter att fotografpionjären Eadweard Muybridge hållit en föreläsning inte långt från Thomas Edisons laboratorium, möttes de två uppfinnarna privat. Muybridge påstod senare att han vid det mötet, sex år innan den första kommersiella filmvisningen, föreslagit en idé för ljudfilm som kunde kombinera hans bildvisande zoopraxiskop med Edisons ljudinspelande teknologi. Det blev ingen överenskommelse, men inom ett år påbörjade Edison byggandet av ett slags "titthåls"-system, som ett visuellt komplement till sin fonograf. De två delarna bildade kinetoskopet 1895, men filmvisning för individer skulle snart utkonkurreras av framgångarna inom filmprojektion. 1899 kom ett projicerat ljudfilmssystem under namnet Cinemacrofonograf eller Fonorama, främst baserat på Schweizfödde uppfinnaren François Dussauds arbete. Systemet visades upp i Paris och var i likhet med kinetofonen ett system som krävde separata hörlurar för varje individ. Ett förbättrat cylinderbaserat system, Phono-Cinéma-Théâtre, utvecklades av fransmännen Clément-Maurice Gratioulet och Henri Lioret, vilket tillät kortfilmer som visade teater, opera och balett att visas vid Parisutställningen 1900. Detta verkar vara de första offentliga visningarna med projektion av både bild och inspelat ljud.
Tre stora problem återstod, vilket gjorde att filmer och ljudinspelning tog egna vägar under en generation:
1. Synkronisering - Bilderna och ljudet spelades in och spelades upp på olika apparater, vilka var svåra att starta och uppehålla i synkronisering. [4]
2. Volymen - Även om filmprojektorer snart tillät att filmer kunde visas för stor publik, kunde ljudteknologin innan utvecklingen av elektrisk förstärkning inte fylla upp stora ytor.
3. Inspelningstrohet - Den tidens primitiva system producerade ljud av väldigt låg kvalité om inte skådespelarna stod precis framför de klumpiga inspelningsapparaterna (som ofta bestod av stora trattar), vilket gav en stor begränsning av vilka slags filmer som kunde skapas med ljud inspelat på plats.

Filmskapare försökte hålla sig till de fundamentala synkroniseringsproblemen på flera olika sätt; ett ökande antal filmsystem förlitade sig på grammofoninspelningar; skivorna själva kallades ofta "Berlinerskivor", inte på grund av någon geografisk länk, utan efter en av de första uppfinnarna i ämnet, tysk-amerikanen Emile Berliner. Léon Gaumont hade demonstrerat ett system som involverade mekanisk synkronisering mellan en filmprojektor och en vändskiva vid Parisutställningen 1900. 1902 demonstrerades hans Chronophone, med en elektronisk länk som Gaumont nyligen hade patenterat, för det franska fotografiska sällskapet. Fyra år senare introducerade han Elgéfonen, ett tryckluftsförstärkarsystem baserat på Auxetophonen, som hade utvecklats av de brittiska uppfinnarna Horace Short och Charles Parsons. Trots höga förväntningar hade Gaumonts ljudinnovationer bara begränsad kommersiell framgång; trots att de förbättrades var de ändå inte tillräckligt bra för att lösa de tre problem som fanns med ljudfilm och de var dessutom dyra. Under några år var den amerikanske uppfinnaren E. E. Nortons Chameraphone den främste konkurrenten till Gaumonts system (källor är oeniga om Cameraphonen var skiv- eller cylinderbaserad); den misslyckades till slut på grund av flera av de skäl som höll tillbaka Chronophonen. Mot slutet av 1910 hade intresset för ljudfilmer dött ut. 
Innovationer fortsatte på andra fronter också. 1907 fick den franskfödde London-baserade Eugene Augustin Lauste (som hade arbetat vid Edisons laboratorium mellan 1886 och 1892) det första patenten för "ljud-på-film"-teknologi, som innehöll transformationen av ljud till ljusvågor som spelas in fotografiskt direkt på celluloid. Beskrivet av historikern Scott Eyman:

Det var ett dubbelsystem, det vill säga att ljudet och bilden var på två olika delar film... Ljudet fångades upp av en mikrofon och översattes till ljusvågor genom ett ljudvalv, ett tunt band av känslig metall över en liten öppning. Ljudet som mötte bandet blev omvänt till ljus av diafragmans darrningar, vilket fokuserade det kvarstående ljuset genom öppningen, där det fotograferades på sidan av filmen, på en bit som var en tiondels tum bred.

Även om ljud-på-film till slut skulle bli den universella standarden för synkroniserad ljudfilm, utvecklade Lauste aldrig sina innovationer framgångsrikt, och projektet kom till ett slut. 1913 introducerade Edison en ny cylinderbaserad synk-ljudsapparat som, liksom hans system från 1885, kallades för kinetoskop; istället för att filmer visades för individuella tittare som i konetoskop-kabinettet, projicerades de nu på en skärm. Fonografen länkades genom en invecklad arrangemang av hissblock till filmprojektorn, vilket tillät synkronisering (under ideala förhållanden). Förhållandena var dock nästan aldrig ideala, och det nya förbättrade kinetoskopet pensionerades efter lite över ett år. 1914 fick den finske uppfinnaren Eric Tigerstedt det tyska patenten 309 536 för sitt ljud-på-film-arbete; samma år demonstrerade han tydligen en film gjord med processen för en publik av forskare i Berlin. 
Andra ljudfilmer som gjordes före 1920-talet baserades på ett flertal olika system, oftast med skådespelare som mimade till tidigare ljudinspelningar. Teknologin var långt ifrån tillräcklig för stora kommersiella sammanhang, och under många år såg styrelserna i de stora filmbolagen i Hollywood ingen fördel i att producera ljudfilmer. Därför ansågs sådana filmer, tillsammans med färgfilmer, som nymodigheter och hörde till ovanligheterna.

### Avgörande uppfinningar
Ett flertal teknologiska utvecklingar bidrog till att göra ljudfilm kommersiellt genomförbart under sent 1920-tal. Två av dessa involverade kontrasterande närmanden till uppspelat synkroniserat ljud, eller playback:
Avancerad ljud-på-film - 1919 blev den amerikanske uppfinnaren Lee de Forest tilldelad flera patent som skulle leda till den första ljud-på-film-teknologin med kommersiell betoning. I De Forests system blev ljudet fotografiskt inspelat ovanpå sidan av filmremsan för att skapa en sammansatt, eller "gift", kopia. Om ordentlig synkronisering av ljud och bild lyckades under inspelningen kunde man helt lita på detta vid uppspelning. Under de fyra kommande åren förbättrade han sitt system med hjälp av utrustning och patent av en annan amerikansk uppfinnare inom samma område, Theodore Case.
Vid universitetet i Illinois arbetade den polskfödde forskningsteknikern Joseph Tykonciński-Tykociner på ett liknande projekt oberoende av De Forests arbete. Den 9 juni 1922 gjorde han den första rapporterade amerikanska demonstrationen av en ljud-på-film-film för medlemmar av Amerikanska institutet för elektriska tekniker. Liksom för Laute och Tigerstedt skulle aldrig Tykociners system användas för kommersiellt bruk, vilket De Forests system snart skulle.
Den 15 april 1923 ägde den första kommersiella filmvisningen med ljud-på-film (den framtida standarden) rum i New Yorks Rivoli Theater, i form av några kortfilmer under namnet Phonofilm tillsammans med en stumfilm. I juni samma år gick De Forest in i en längre domstolstvist med en anställd, Freeman Harrison Owens, för titeln till ett av de avgörande Phonofilm-patenten. Trots att De Forest till slut vann målet erkänns Owens idag som den centrala uppfinnaren inom ämnet. Påföljande år släppte De Forests studio den första dramatiska filmen som var inspelad som ljudfilm, Love's Old Sweet Song med regi av J. Searle Dawley och Una Merkel i en av rollerna.  En annan dramatisk spelfilm, Domen, spelades in 1925 till ett specialskrivet manus av Hans Alin och i regi av Artur Donaldson. Phonofilms främsta filmer, var dock från början inte dramer utan kändisdokumentärer, populära musikextrakt och komediframföranden. President Calvin Coolidge, operasångerskan Abbie Mitchell och vaudeville-stjärnor som Phil Baker, Ben Bernie, Eddie Cantor och Oscar Levant var med i firmans filmer. Hollywood fortsatte att vara misstänksam, till och med rädd, för den nya teknologin. Som Photoplay-redigeraren James Quirk sa det i mars 1924, "Talande filmer är perfekta, säger Dr. Lee De Forest. Det är även ricinolja."  De Forest process fortsatte att användas fram till 1927 i USA för dussintals korta Phonofilmer; i Storbritannien användes det några år längre för både kortfilmer och långfilmer av British Sound Film Productions, en filial till British Talking Pictures, som köpte de första Phonofilm-tillgångarna. Mot slutet av 1930 började Phonofilm-handeln att dö ut. 
I Europa arbetade andra med utvecklingen av ljud-på-film. 1919, samma år som De Forest fick sitt första patent i området, patenterade tre tyska uppfinnare Tri-Ergonljudsystemet. Den 17 september 1922 gav Tri-Ergongruppen sin första visning av ljud-på-film-produktioner, inklusive en drama-ljudfilm (Der Brandstifter), inför en inbjuden publik på Alhambra Kino i Berlin. Mot slutet av årtiondet skulle Tri-Ergon vara det dominerande europeiska ljudsystemet. 1923 patenterade två danska tekniker, Axel Petersen och Arnold Poulsen, ett system där ljud spelades in på en separat filmremsa som löpte parallellt med bildremsan. Gaumont licenserade ett kort tag teknologin för kommersiellt bruk under namnet Cinéphone.
Det var dock amerikansk inrikeskonkurrens som skulle leda till Phonofilms fall. I september 1925 hade De Forests och Cases arbetskontrakt förfallit. Påföljande juli arbetade Case tillsammans med Fox Film, Hollywoods tredje största filmbolag, vilket startade Fox-Case samarbetet. Systemet som utvecklades av Case och hans assisten Earl Sponable fick namnet Movietone och blev den första användbara ljud-på-film-teknologin som var kontrollerad av en filmstudio. Följande år köpte Fox de nordamerikanska rättigheterna till Tri-Ergon-systemet; bolaget fann snart att systemet var sämre än Movietone och att det var nästan omöjligt att integrera de två olika systemet för att utvinna någon fördel. 1927 kunde Fox ta hjälp av Freeman Owens, som hade särskild expertis i att konstruera kameror för synkroniserad ljudfilm.
Avancerad ljud-på-skiva - Parallellt med förbättringarna i ljud-på-film-teknologin gjorde flera bolag framsteg med system där filmljudet spelades in på grammofonskivor. I ljud-på-skiva-teknologin av eran länkades en grammofonskiva med en mekanisk sammankoppling till en specialmodifierad filmprojektor, vilket tillät synkronisering. 1921 användes Orlando Kellums ljud-på-skiva-system Photokinema för att synkronisera ljudsekvenser i D. W. Griffiths flopp, stumfilmen Dream Street. En kärlekssång, sjungen av stjärnan Ralph Graves, spelades in, tillsammans med sekvenser med ljudeffekter. Dialogscener ska också ha spelats in, men resultaten var otillfredsställande och filmen visades aldrig tillsammans med ljudklippen. Den 1 maj 1921 hade Dream Street nypremiär, med kärlekssången tillagd, vid New Yorks stadshus teater, vilket kvalificerar den, om än slumpartat, som den första långfilmen med en inspelad talsekvens.  Det skulle inte komma fler på sex år.
1925 började Warner Bros., då en liten Hollywood-studio med stora ambitioner, att experimentera med ljud-på-skiva-system vid New Yorks Vitagraph Studios, som de nyligen hade köpt. Warner Bros.-teknologin, som kallades Vitaphone, introducerades för publik den 6 augusti 1926, med premiären av den nästan tre timmar långa Don Juan; den första långfilmen som använde ett synkroniserat ljudsystem av något slag rakt igenom; soundtracket hade instrumentalmusik och ljudeffekter, men ingen inspelad dialog - den hade filmats som en stumfilm. Tillsammans med Don Juan visades dock åtta kortfilmer av musikframträdanden, främst klassiska, såväl som en fyra minuter lång introduktion av Will H. Hays, VD:n för Motion Picture Association of America, allt med inspelat ljud. Dessa var de första riktiga ljudfilmerna som visades av en Hollywoodstudio. Don Juan skulle inte släppas över hela landet förrän februari påföljande år, vilket gjorde att den tekniskt liknande The Better 'Ole (släppt av Warner Bros. i oktober 1926) blev den första långfilmen med synkroniserat ljud genom hela filmen som visades för en större publik.
Ljud-på-film skulle slutligen vinna över ljud-på-skiva tack vare ett flertal fundamentala tekniska övertag:
- Synkronisering: inget sammankopplingssystem var helt pålitligt, och ljud kunde komma ur synkronisering på grund av hack i skivan eller små skillnader i filmhastighet, vilket krävde konstant övervakning och ofta förekommande manuell justering
- Redigering: skivor kunde inte redigeras direkt, vilket begränsade möjligheterna att göra ändringar i det som hade filmats efter den första premiärklippningen
- Distribution: grammofonskivor ökade utgifterna och komplikationerna för filmdistribution
- Utslitning: processen när skivorna spelades upp försämrade dem, vilket gjorde att de var tvungna att bytas ut efter ungefär 20 visningar

Hursomhelst hade ljud-på-skiva två stora fördelar över ljud-på-film under de tidiga åren:
- Produktions- och kapitalkostnader: det var generellt sett billigare att spela in ljud på skiva än på film och de centrala visningssystemen (vändskiva/sammankoppling/projektor) var billigare att framställa än de komplexa bild-och-ljud-mönsterläsande projektorerna som krävdes för ljud-på-film
- Ljudkvalitet: grammofonskivor, särskilt Vitaphones, hade mycket större dynamiskt omfång än de flesta ljud-på-film-processer som fanns, åtminstone under de första visningarna. Även om ljud-på-film hade bättre frekvensstyrka, övervägdes det av större distorsion och signalljud.

Allt eftersom ljud-på-film-teknologin förbättrades övervägde dock dessa två fördelar.
Den tredje avgörande typen av innovationer markerade ett stort steg inom både inspelningen av ljud och uppspelningen av ljud:
Trogen elektronisk inspelning och förstärkning - 1922 började forskningsgrenen av AT&T:s Western Electric-framställningsdivision arbeta intensivt med inspelningsteknologi för både ljud-på-skiva och ljud-på-film. 1925 introducerade bolaget ett väsentligt förbättrat system för elektroniskt ljud, som bestod av känsliga kondensatormikrofoner och inspelare med en dämpande gummistav, vilka spelade in ljud på vaxskivor. Frekvensomfånget var betydligt större än med tidigare tekniker. I maj samma år anställde bolaget entreprenören Walter J. Rich för att utforska systemet för kommersiella långfilmer; han grundade Vitaphone, som Warner Bros. skulle köpa in sig i en månad senare. I april 1926 skrev Warner Bros. på ett kontrakt med AT&T för exklusiv användning av deras filmljudsteknologi för den omdubbade Vitaphone-verksamheten, vilket ledde till produktionen av Don Juan och dess medföljande kortfilmer under de följande månaderna. Under perioden då Vitaphone hade exklusiv tillgång till patenten var ljudåtergivningen i inspelningarna för Warner Bros. filmer överlägsna konkurrenternas. Under tiden arbetade Bell Labs (det nya namnet för AT&T:s forskning) i ett högt tempo på sofistikerad ljudförstärkningsteknologi som skulle tillåta inspelningar att spelas upp genom högtalare så att hela salongen fylldes av ljud. Det nya högtalarsystemet installerades i New Yorks Warners Theatre i slutet av juli och dess patentansökan, vilken Western Electric kallade No. 555 Reciever, lämnades in den 4 augusti, bara två dagar innan premiären av Don Juan.
Mot slutet av året skapade AT&T/Western Electric en licensdivision, Electrical Research Products Inc. (ERPI) för att ta hand om rättigheter till bolagets filmrelaterade ljudteknologi. Vitaphone hade fortfarande laglig exklusivitet, men eftersom man hade försummat sina royalty-betalningar låg kontrollen över rättigheterna nu i ERPI:s händer. Den 31 december 1926 godkände Warner Bros. Fox-Case en dellicens för användandet av Western Electric-systemet i utbyte mot att en del av intäkterna skulle gå direkt till ERPI. Patenten på alla tre angelägenheterna blev licensierade. Överlägsen inspelnings- och förstärkningsteknologi var nu tillgänglig för två Hollywood-bolag, som följde två mycket olika metoder för att återskapa ljud. Det nya året skulle till slut se uppkomsten av ljudfilm som ett viktigt kommersiellt medium.

### Lista på tidiga dramatiska ljudfilmer
De flesta tidiga ljudfilmer var korta musikframträdanden, uppläsningar, föredrag eller dokumentärer. Snart började tekniken också att användas för dramatiska spelfilmer. Detta är en lista på tidiga spelfilmer med synkroniserat ljud och bild. I många av dessa filmer bestod ljudet bara av musik, och de var fortfarande stumfilmer med avseende på dialogen. Listan är inte komplett.
| Titel                    | Premiär    | System      | Ljud                | Språk    | Längd (min) | Producent    | Manus             | Regi        | Skådespelare                | Kommentar                                               |
| ------------------------ | ---------- | ----------- | ------------------- | -------- | ----------- | ------------ | ----------------- | ----------- | --------------------------- | ------------------------------------------------------- |
| Dream Street             | 1921-05-15 | Photokinema | musik, ljudeffekter | ..       | 135         |              | Burke, Sinclair   | Griffith    | Graves                      | med textskyltar, två korta episoder med ljud            |
| Der Brandstifter         | 1922-09-17 | Tri-Ergon   | tal                 | tyska    |             |              |                   |             |                             | endast utdrag av pjäsen                                 |
| The Covered Wagon        | 1923-03-16 | Phonofilm   | musik               | ..       | 98          | Lasky        | Cunningham        | Cruze       | Kerrigan, Wilson            | med textskyltar                                         |
| Bella Donna              | 1923-04-01 | Phonofilm   | musik               | ..       | 60          | Zuker, Lasky | Bergère           | Fitzmaurice | Negri, Tearle               | med textskyltar                                         |
| Love's Old Sweet Song    | 1924       | Phonofilm   | tal                 | engelska | 20          | De Forest    | Bertilla, Byrne   | Dawley      | Wolheim, Gallaher, Merkel   |                                                         |
| Die Nibelungen: Sigfried | 1925-08-23 | Phonofilm   | musik               | ..       | 143         | Pommer       | Lang, von Harbour | Lang        | Richter, Schön, Ralph       | tysk stumfilm från 1924, ljud vid amerikanska premiären |
| Domen                    | 1925-12    | Phonofilm   | tal                 | svenska  |             | Siegel       | Alin              | Donaldson   | Donaldson                   |                                                         |
| Retribution              | 1926       | Phonofilm   | tal                 | engelska |             |              | Alin              | Donaldson   | Donaldson                   | engelsk version av Domen                                |
| Don Juan                 | 1926-08-06 | Vitaphone   | musik               | ..       | 112         |              | Meredyth          | Crosland    | Barrymore, Astor, Öhlund    | med textskyltar, ljud inspelat efter filmen             |
| The Antidote             | 1927-04    | Phonofilm   | tal                 | engelska |             |              |                   | Bentley     | Morgan, Sondes, Thomas      |                                                         |
| Soluppgång               | 1927-09-23 | Tri-Ergon   | musik               | ..       | 95          | Fox          | Mayer             | Murnau      | O'Brien, Gaynor, Livingston | med textskyltar                                         |
| Jazzsångaren             | 1927-10-06 | Vitaphone   | musik, tal          | engelska | 88          | Zanuck       | Raphaelson, Cohn  | Crosland    | Jolson, McAvoy, Öhlund      | med textskyltar                                         |
| Lights of New York       | 1928-07-06 | Vitaphone   | musik, tal          | engelska | 57          |              | Roth, Herbert     | Foy         | Costello, Landis, Pallette  |                                                         |

### Ljudfilmens triumf
I februari 1927 skrevs en överenskommelse under av fem av Hollywoods ledande filmbolag: Paramount Pictures, MGM, Universal Studios, First National och Cecil B. DeMilles lilla men prestigefulla Producers Distributing Corporation (PDC). De fem bolagen kom överens om att de enbart skulle välja en distributör för ljudpåläggning, varefter de väntade på att få se vad för slags resultat som de olika distributörerna skulle komma med. I maj sålde Warner Bros. tillbaka sina exklusiva rättigheter till ERPI (tillsammans med Fox-Case licensieringen) och skrev på ett nytt royalty-kontrakt liknande Fox kontrakt för användandet av Western Electrics teknologi. Medan Fox och Warners fortsatte med ljudfilm i olika riktningar, både teknologiskt och kommersiellt (Fox med nyhetsrullar och redan filmade dramer, Warner med biograffilmer med ljud) gjorde även ERPI det och försökte få de fem allierade bolagen att skriva på kontrakt. De stora ljudfilmssensationerna för året drog alla fördel av kändisar. Vid New Yorks Roxy Theater presenterade Fox Movietone den 20 maj 1927 en ljudfilm av Charles Lindberghs hyllade flygtur till Paris, vilken hade spelats in tidigare samma dag. I juni visades en nyhetsrulle av Fox med hans återkomst i New York och Washington. Dessa var de två mest hyllade ljudfilmerna på sin tid. I maj hade Fox också haft premiär på Hollywoods första fiktionfilm med synkroniserad dialog: kortfilmen They're Coming to Get Me med komikern Chic Sale. Efter att ha återutgett några framgångsrika stumfilmer, som till exempel I sjunde himlen med inspelad musik, släppte Fox sin första originalfilm med Movietone den 23 september: Soluppgång av den hyllade tyske regissören F. W. Murnau. Likt Don Juan bestod filmens soundtrack av instrumentalmusik och ljudeffekter (inklusive "vilda" ospecificerade röster i några av folksamlingsscenerna). Den 6 oktober 1927 hade Warner Bros. Jazzsångaren premiär. Det blev en enorm framgång för studion, då den spelade in totalt 2,625 miljoner dollar världen över, nästan en miljon dollar mer än det tidigare rekordet för en film av Warner Bros. Filmen producerades med Vitaphonesystemet och innehåller till stor del ingen dialog inspelad på plats, utan förlitar sig, liksom Soluppgång och Don Juan, på musik och effekter. När filmens stjärna, Al Jolson, sjunger ändras dock filmen till ljud inspelat på plats, inklusive hand musikframföranden och två scener med improviserat tal; en av Jolson karaktärer, Jakie Rabinowitz, talar till cabaretpubliken, den andra är en ordväxling mellan honom och hans mor. Även om framgången för Jazzsångaren berodde mycket på Jolson, som redan var en etablerad artist i USA, och att dess begränsade användning av synkroniserat ljud knappast kvalificeras som en innovativ ljudfilm (eller ens den "första") var filmens inkomster bevis nog för industrin att teknologin var värt att investera i.
Utvecklingen av kommersiell ljudfilm hade pågått i små omgångar före Jazzsångaren och filmens framgång ändrade inte något över en natt. Inte förrän i maj 1928 skrev de fyra stora studiorna (PDC hade hoppat av), tillsammans med United Artists och andra bolag, under kontraktet för ERPI för att bygga om produktionsbyggnader och biografer för ljudfilm. Från början gjordes alla ERPI-biografer kompatibla med Vitaphone och de flesta kunde projicera rullar av Movietone. Trots tillgång till båda teknologierna fortsatte dock inspelningen av ljudfilmer lika långsamt som förut. Inget av filmbolagen utom Warner Bros gav ens ut en delvis ljudfilm förrän lågbudgetorienterade Film Booking Offices of America (FBO) hade premiär för The Perfect Crime den 17 juni 1928, 8 månader efter Jazzsångaren. FBO hade kontroll över en konkurrent till Western Electrics, General Electrics RCA avdelning, som ville marknadsföra sitt nya ljud-på-filmsystem, Photophone. Till skillnad från Fox-Cases Movietone och De Forests Phonofilm, vilka var variabel-densitetssystem, var Photophone ett variabel-area-system - en förbättring på det sättet att ljudsignalen skrevs in på filmen vilket senare skulle komma att bli regel (I båda sortens system används en speciellt designad lampa, vars exponering för filmen bestäms av ljudtillförseln, för att spela in ljud fotografiskt som en serie av små linjer. I en variabel-densitets-process är linjerna olika mörka; i en variabel-area-process har linjerna olika bredd). I oktober hade FBO-RCA-alliansen lett till skapandet av Hollywoods nyaste stora filmstudio, RKO Pictures. Under tiden hade Warner Bros. haft premiär för ytterligare tre ljudfilmer under våren, alla framgångsrika om än inte i samma nivå som Jazzsångaren: i mars hade The Tenderloin premiär, en film som marknadsfördes som den första filmen där karaktärerna talade sina roller, även om enbart 15 av dess 88 minuter hade dialog. Glorious Betsy hade premiär i april och The Lion and the Mouse (med 31 minuter dialog) i maj.  Den 6 juli 1928 hade den första hela ljudfilmen, Lights of New York premiär. Filmen kostade Warner Bros. enbart 23 000 dollar att göra, men tjänade in 1,25 miljoner dollar, en rekordränta på över 5 000%. I september släppte bolaget en annan Al Jolson-film som var delvis ljudfilm, Den sjungande narren, som tjänade in mer än dubbelt så mycket som Jazzsångarens tidigare inkomstrekord för en Warners-film. Denna andra Jolsonfilm visade filmmusikalens förmåga att göra en sång till en nationell hit: påföljande sommar hade Jolsonnumret "Sonny Boy" slagit 2 miljonerrekordet och 1,25 miljoner noter på numret hade sålts.  I september 1928 hade Paul Terrys Dinner Time premiär, en av de första animerade filmerna som var producerad med synkroniserat ljud. Efter att ha sett den bestämde sig Walt Disney för att göra en av sina Musse Pigg-filmer, Musse Pigg som Ångbåtskalle, med ljud.
Under 1928 började Warner Bros. kassera in stora inkomster på grund av populariteten av deras nya ljudfilmer, vilket ledde till att andra studior påskyndade sin övergång till den nya teknologin. Paramount, som var industriledande, gav ut sin första ljudfilm i slutet av september, Beggars of Life. Trots att den bara hade några få repliker med dialog demonstrerade den studions erkännande av den nya teknologins styrka. Interference, Paramounts första helljudfilm gavs ut i november. Processen som var känd som "goat glanding" spreds under ett kort tag; soundtracks, ibland med dialog eller sånger pålagda i efterhand, lades till filmer som hade filmats, eller ibland premierats, som stumfilmer. Några få minuters sång kunde kvalificera en ny film som musikal (Griffiths Dream Street var egentligen en "goat gland"). Förhoppningar ändrades snabbt, och ljud-"flugan" under 1927 hade blivit standard 1929. I februari 1929, 16 månader efter Jazzsångarens debut, blev Columbia Pictures den sista av åtta studior som skulle bli kända som de stora under Hollywoods gyllene era att släppa sin första film med delvis ljud, Lone Wolf's Daughter. De flesta amerikanska biograferna, särskilt utanför större städer, kunde fortfarande inte spela upp ljud och filmbolagen var fortfarande inte helt övertygade av ljudfilmerna. Detta ledde till att de flesta filmer fram till mitten av 1930-talet producerades i två versioner, en ljudversion och en stumversion.  Även om få hade förutspått det, var stumfilm som ett kommersiellt framgångsrikt alternativ i USA snart enbart ett minne. Den sista helt stumma filmen som distribuerades stort av någon Hollywoodstudio var Hoot Gibsons Western-film Points West som släpptes av Universal Pictures i augusti 1929. En månad tidigare släpptes den första helljudfilmen i färg: Warner Bros. Upp med ridån.

### Övergången till ljudfilm i Europa
Jazzsångaren hade sin europeiska ljudfilmspremiär på Piccadilly Theatre i London den 27 september 1928. Enligt filmhistorikern Rachael Low "insåg många i industrin samtidigt att en övergång till ljudproduktion var oundviklig." Den 16 januari 1929 hade den första europeiska långfilmen med synkroniserat ljud och inspelad musik premiär: den tyska produktionen Jag kysser Eder hand Madame! En film utan dialog som enbart innehåller några få minuters sång av stjärnan Richard Tauber och som för tankarna till Old Worlds kombinationer i Dream Street och Don Juan. Filmen gjordes med ljud-på-filmsystemet som kontrollerades av den tysk-holländska firman Tobis, bolagsarvingar till Tri-Ergonkoncernen. Med sikte på att styra den framväxande europeiska marknaden för ljudfilm ingick Tobis en pakt med sin huvudkonkurrent Klangfilm, en gren av Allgemeine Elektrizitäts Gesellschaft (AEG).
Tidigt under 1929 började de två bolagen att marknadsföra sina inspelnings- och återuppspelningsapparater tillsammans. Då ERPI började förse biografer i Europa med sitt ljudsystem påstod Tobis-Klangfilm att Western Electrics-systemet gjorde intrång på Tri-Ergons patent, vilket försenade introduktionen av den amerikanska teknologin på flera platser. Precis när RCA gick in i filmindustrin för att maximera värdet av sina inspelningssystem grundade Tobis också sitt eget produktionshus, under ledning av Tysklands Tobis Filmkunst. Under 1929 började de flesta av Europas största filmnationer att följa Hollywood mot övergången till ljud. Flera av de trendsättande europeiska ljudfilmerna filmades utomlands då produktionsbolag hyrde studior medan deras egna gjordes om eller för att de avsiktligt försökte nå marknader med andra språk. En av Europas första två dramatiska långfilmer med ljud skapades under en annan form av multinationellt samarbete: The Crimson Circle var en samproduktion mellan regissören Friedrich Zelniks Efzet-Filmbolag och British Sound Film Productions (BSFP). År 1928 hade filmen haft premiär som stumfilmen Der Rote Kreis i Tyskland där den spelades in; engelsk dialog dubbades tydligen in mycket senare med hjälp av De Forests Phonofilm-process som kontrollerades av BSFP:s företagspartner. Den visades i Storbritannien i mars 1929, likt en delvis ljudfilm som var en helt brittisk produktion: The Clue of the New Pin, en British Lion-produktion som använde sig av British Photophones ljud-på-skiva-system. I maj fick en British and Dominions Film Corporation-film som marknadsfördes som den första helljudfilmen i Storbritannien premiär: Black Waters, som hade filmats i Hollywood med Western Electrics ljud-på-filmsystem. Ingen av dessa filmer hade någon större påverkan. Den första framgångsrika dramatiska europeiska ljudfilmen var den hel-brittiska Utpressning. Filmen regisserades av tjugonioåriga Alfred Hitchcock och debuterade i London den 21 juni 1929. Filmen hade filmats som en stumfilm från början men blev omgjord för att inkludera dialogsekvenser tillsammans med musik och ljudeffekter innan den hade premiär. Det var en British International Pictures (BIP) produktion och spelades in på RCA Photophone, efter att General Electrics hade köpt en del av AEG för att kunna komma åt Tobis-Klangfilms marknader. Utpressning var en stor framgång; kritikerna överöste också filmen med positiva recensioner – Hugh Castle kallade filmen för "kanske den mest intelligenta blandningen av ljud och tystnad vi har sett hittills."
Den 23 augusti släppte den mindre österrikiska filmindustrin en ljudfilm: G’schichten aus der Steiermark, en Eagle Film-Ottoton Film samproduktion. Den 30 september hade den helt tyskgjorda dramatiska ljudlångfilmen premiär: Das Land ohne Frauen. Det var en Tobis Filmkunstproduktion och en fjärdedel av filmen hade dialog, som var strikt skild från musiken och ljudeffekterna. Filmen fick dålig respons. Sveriges första ljudfilm, Konstgjorda Svensson hade premiär den 14 oktober. Åtta dagar senare släppte Aubert Franco-Film Le Collier de la reine som hade filmats vid Epinaystudion nära Paris. Filmen var först påtänkt som en stumfilm men fick Tobis-inspelad musik och en enda talsekvens – den första dialogscenen i en fransk film. Den 31 oktober hade Les Trois masques premiär, en Pathé-Natanfilm som generellt sett brukar anses vara den första franska ljudlångfilmen, även om den, likt Utpressning, hade filmats vid Elstree Studios utanför London. Produktionsbolaget hade ett kontrakt med RCA Photophone och Storbritannien hade då den närmaste byggnaden med systemet. Braunberger-Rcihebé ljudfilmen La Route est belle, som också filmades vid Elstree, hade premiär några veckor senare. Innan Paris-studiorna hade möjlighet att filma ljudfilmer – en process som inte var klar förrän 1930 – filmades flera tidiga franska stumfilmer in i Tyskland. Den första tyska helljudfilmen Atlantik hade sin premiär i Berlin den 28 oktober. Det var ytterligare en Elstree-gjord film, som var mindre tysk än Les Trois masques och La Route est belle var franska, vilken producerades av BIP med en tysk regissör och även filmades i en engelsk version som Atlantic. Den helt tyska Aafa-Filmproduktionen Dich hab ich geliebt hade premiär tre och en halv vecka senare. Den var inte "Tysklands första ljudfilm", som den marknadsfördes som, men det var den första som hade premiär i USA. 1930 hade de första polska ljudfilmerna premiär, vilka använde ljud-på-skiva-system: Moralność pani Dulskiej i mars och helljudfilmen Niebezpieczny romans i oktober. I Italien, varsin gång stora filmindustri hade blivit mer eller mindre död mot slutet av 1929, hade den första ljudfilmen ''La Canzone dell'amore premiär i oktober; inom två år hade italiensk film fått en återupplivning. Den första ljudfilmen på tjeckiska hade sin debut 1930 också, Tonka Šibenice. Flera europeiska nationer med mindre positioner i ämnet producerade också sina första ljudfilmer: Belgien, Danmark, Grekland och Rumänien. Sovjetunionens robusta filmindustri gav ut sin första ljudfilm 1931: Dziga Vertovs Entuziazm med ett experimentellt, dialoglöst soundtrack. Under hösten blev Nikolaj Ekks drama Putjovka v zjizn landets första talfilm.
Genom hela Europa gick övergången i biograferna långsamt, vilket ledde till att ljudfilmer producerades i parallella stumversioner eller visades utan ljud på vissa platser. Medan hastigheten i övergången var relativt snabb i Storbritannien, med tillgång till ljud på över 60 % av biograferna mot slutet av 1930 (liknande amerikanska siffror), hade bara hälften av biograferna i Frankrike möjlighet att visa filmer med ljud under andra hälften av 1932. Enligt Colin G. Crisp uttrycktes "nervositet för att kväva flödet av stumfilmer ofta upp i franska tidningar, och en stor del av industrin såg fortfarande stumfilmen som en konkurrenskraftig artistisk och kommersiell möjlighet fram till 1935." Situationen var särskilt akut i Sovjetunionen; våren 1933 var färre än en av hundra filmprojektorer utrustade för ljud.

### Övergången till ljudfilm i Asien
Under 1920- och 1930-talet var Japan en av världens två största filmproducenter tillsammans med USA. Trots att landets filmindustri var bland de första att producera både ljud- och stumfilm var övergången till enbart ljudfilm långsammare än i västvärlden. Det verkar som om den första japanska ljudfilmen Reimai gjordes 1926 med De Forests Phonofilmsystem. Med hjälp av ljud-på-skiva-systemet av Minatoki producerade den ledande Nikkatsu-studion två ljudfilmer 1929: Taii no musume och Furusato, av vilka den senare regisserades av Mizoguchi Kenji. Den rivaliserande studion Shochiku började en framgångsrik framställning av ljud-på-film ljudfilmer 1931 genom en variabel-densitetsprocess som kallades Tsuchibashi. Två år senare var dock mer 80 % av filmerna som producerades fortfarande stumfilmer. Två av landets ledande regissörer, Ozu Yasujiro och Naruse Mikio, gjorde inte sina första ljudfilmer förrän 1935. Så sent som 1938 filmades över en tredjedel av alla filmer som producerades i Japan utan dialog.
Den fortsatta populariteten för stumfilm i japansk filmindustri berodde till stor del på traditionen av benshin, en berättare som framförde filmen i takt med uppvisandet av filmen. Som regissören Akira Kurosawa senare beskrev det "benshin inte bara återberättade handlingen i filmerna, de förstärkte det känslomässiga materialet genom att framföra rösterna och ljudeffekterna och gav associationsrika beskrivningar av händelser och bilder på duken... De mest populära berättarna var stjärnor i sin egen rätt, enbart ansvariga för beskyddandet av en särskild biograf." 
Filmhistorikern Mariann Lewinsky argumenterar, 

Slutet på stumfilmen i västvärlden och i Japan skedde genom påtryckningar av industrin och marknaden, inte av något inre behov eller naturlig utveckling... Stumfilmen var en högst angenäm och fullt mogen form. Den saknade ingenting, allra minst i Japan där det alltid fanns en mänsklig röst som framförde dialogen och gav kommentarer. Ljudfilmer var inte bättre, bara mer ekonomiska. Som biografägare behövde du inte betala lönerna till musikerna och benshin längre. Och en bra benshi var en stjärna som krävde lön för en sådan.
Samtidigt var benshi-systemet praktiskt då det tillät en gradvis övergång till ljud, vilket gjorde att studiorna kunde sprida ut kostnaderna för att göra om biograferna samt att ge tid åt regissörerna och teknikerna att bli vana vid den nya teknologin. 
Den första mandarinspråkiga filmen Gēnǚ hóng mǔdān med skådespelerskan Butterfly Wu, hade premiär som Kinas första ljudfilm 1930. I februari samma år avslutades tydligen ljudfilmsproduktionen av The Devil's Playground, vilket kan argumenteras kvalificera den som Australiens första ljudfilm. Dock var pressvisningen av Commonwealth Film Contests prisvinnare Fellers den första verifierbara offentliga visningen av en australiensisk ljudfilm. I september 1930 lyftes en scen från stumfilmen Madhuri (1928) där indiska stjärnan Sulochana sjöng och släpptes som en synkroniserad-ljudkortfilm, vilket gjorde den till det landets mini-Dream Street.
Följande år regisserade Ardeshir Irani den första indiska ljudfilmen, Hindi-Urdu filmen Alam Ara, och producerade Kalidas som främst använde tamil och en del telugu. 1931 såg också den första bengaliska filmen Jamai Sasthi och den första filmen helt i Telugu, Bhakta Prahlada. 1932 hade Ayodhyecha Raja, den första filmen på marathi, premiär (även om Sant Tukarem var den första som gick igenom den officiella censureringsprocessen); den första filmen på gujarati, Narsimha Mehta, och den första helt på Tamil, Kalava, hade också premiär. Året därpå producerade Ardeshir Irani den första persiska filmen, Dukhtar-e-loor.  De första filmerna på kantonesiska producerades i Hon-Kong 1933, Sha zai dongfang och Liang xing. Inom två år hade den lokala filmindustrin konverterat till ljudfilm. Korea, där byeonsa höll roller och status liknande den japanska benshin, blev 1935 det sista landet med en större filmindustri att producera sin första ljudfilm: Chunhyangjeon är baserad på 1600-tals folksagan "Chunhyangga", av vilken 14 filmversioner har gjorts till idag. 

## Konsekvenser

### Teknologi
Kortsiktigt sett orsakade introduktionen av ljudfilm stora produktionsproblem. Kamerorna gav ifrån sig mycket ljud, vilket gjorde att en ljudtät låda användes till många av de tidigaste ljudfilmerna för att isolera ljudet från utrustningen från skådespelarna, med följd att kamerans rörlighet försämrades. Under en tid användes flera kameror vid inspelningar för att kompensera för förlusten av rörlighet och innovativa studiotekniker kunde ofta hitta vägar till att frigöra kameran för särskilda tagningar. Eftersom det var nödvändigt att befinna sig inom mikrofonens upptagningsradie var skådespelarna tvungna att begränsa sina rörelser, ofta på ett onaturligt sätt. Show Girl in Hollywood (1930), från First National Pictures (som Warner Bros. hade fått kontroll över genom sina framgångsrika äventyr in i ljudfilmen), ger en bakom-kulisserna-visning av några tekniker som användes för att filma tidiga ljudfilmer. Flera av de problem som övergången till ljudfilm skapade löstes snart genom nya kamerafodral (mer kända som "blimps") som var designade för att trycka ner ljud och nya mikrofoner som kunde hållas utanför kamerabilden och följa skådespelarna när de rörde sig. 1931 introducerades en stor förbättring för pålitligheten av uppspelandet av det inspelade ljudet: ett tre-vägshögtalarsystem där varje ljud separerades i låga, medium och höga frekvenser och skickades separat till en stor bas ("woofer"), ett mellanläge och en diskant ("tweeter").
Enligt David Bordwells beskrivning fortsatte teknologiska förbättringar att komma i ett snabbt tempo: "Mellan 1932 och 1935 skapade [Western Electric och RCA] inriktade mikrofoner, ökade frekvensomfånget för filminspelning, reducerade bakgrundsljud...och ökade volymomfånget." Dessa tekniska framstegen betydde ofta nya estetiska möjligheter: "Utökandet av inspelningens tillförlitlighet...gav större dramatiska möjligheter för röstklang, stämma och volym." Ett annat grundproblem - som parodierades i Singin' in the Rain - var att vissa av stumfilmserans skådespelare inte hade attraktiva röster; även om detta problem ofta överdrevs fanns en oro över röstkvalité och skådespelare som tillsattes för sin dramatiska förmåga i roller som krävde en sångröst de inte hade. 1935 hade produktionen av återinspelning av röster av originalpersonen eller en annan skådespelare efter inspelning, en process som kallades "looping", blivit vanlig. Det ultravioletta inspelningssystemet som introducerades av RCA 1936 förbättrade reproduktionen av sibilanter och höga noter.
Då hela Hollywood adopterade ljudfilmen försvann snart tävlingen mellan de två olika ljudfilmsteknikerna. 1930-1931 bytte de enda två stora bolagen som använde ljud-på-skiva, Warner Bros. och First National, till ljud-på-film inspelning. Vitaphones dominerande förekomst i ljudfilmsbiografer medverkade dock till att alla Hollywoods stora filmbolag trycke och distribuerade ljud-på-skiva versioner av sina filmer tillsammans med ljud-på-film kopiorna i flera år. Fox Movietone följde snart efter Vitaphone och slutade användas vilket lämnade två stora amerikanska system: variabel-area RCA Photophone och Western Electrics egen variabel-densitetsprocess, en markant förbättring på det dellicensierade Movietone. Under RCA:s inflytande gjorde de två föräldraföretagen sina projektionsutrustning kompatibla, vilket betydde att filmer som spelades in med ett system kunde visas i biografer som var utrustade med det andra.  Detta lämnade ute ett stort problem - Tobis-Klangfilm. I maj 1930 vann Western Electrics ett österrikiskt mål som ogiltigförklarade vissa av Tri-Ergons patentskydd; detta gjorde att Tobis-Klangfilm kom till förhandlingsbordet. Följande månad nåddes en överenskommelse om dellicensiering på patent, full återspelningskompatibilitet och indelandet av världen i tre delar för förseende av utrustning. Som en samtida rapport beskriver det:
| ” | Tobis-Klangfilm har exklusiva rättigheter att förse utrustning för: Tyskland, Danzig, Österrike, Ungern, Schweiz, Tjeckoslovakien, Holland, Nederländska Indien, Danmark, Sverige, Norge, Bulgarien, Rumänien, Jugoslavien och Finland. Amerikanerna har exklusiva rättigheter för USA, Kanada, Australien, Nya Zeeland, Indien och Ryssland. Alla andra länder, bland dem Italien, Frankrike och England kan handla av båda sidorna. | „ |

Överenskommelsen gjorde inte slut på alla patenttvister; ytterligare förhandlingar tog vid och överenskommelser skrevs under 1930-talet. Under dessa år började amerikanerna att överge Western Electrics-systemet för RCA Photophones variabel-area-apparatur. Mot slutet av 1936 var det bara Paramount, MGM och United Artists som fortfarande hade kontrakt med ERPI.

### Arbete
Medan introduktionen av ljud ledde till ett uppsving i filmindustrin hade den motsatt effekt på anställningsmöjligheterna för flera av dåtidens Hollywoodskådespelare. Plötsligt betraktades skådespelare utan teatererfarenheter som suspekta av filmbolagen; som det har påpekats ovan löpte de med stark brytning eller annat röstproblem (som tidigare hade varit lätt att dölja) en stor risk. Karriären för den stora stumfilmsstjärnan Norma Talmadge tog effektivt slut på det här sättet. Den hyllade schweiziske skådespelaren Emil Jannings flyttade tillbaka till Europa. John Gilbert hade inga röstproblem, men biopubliken ansåg inte att hans röst passade den äventyrliga personligheten han visat upp i film, vilket orsakade att hans stjärnstatus falnade. Clara Bows talröst har ibland pekats ut som skälet till att hennes karriär tog slut, men sanningen är att hon var svår att ha att göra med.  Publiken verkade nu anse att vissa stumfilmsstjärnor var gammaldags, även de som hade den nödvändiga talangen för att lyckas inom ljudfilmen. Och, som skådespelerskan Louise Brooks föreslog, fanns det andra problem:

Studiocheferna, nu tvingade till att besluta om saker de inte varit med om tidigare, började med skådespelarna; de minst tilltalande, mest utsatta delarna av filmproduktion. Det var åtminstone ett sådant ypperligt tillfälle att bryta kontrakt, sänka lönerna och tämja stjärnorna... Till mig gav de lönbehandlingen. Jag kunde stanna kvar utan den löneförhöjning mitt kontrakt stipulerade eller sluta, sa [Paramounts chef B. P.] Schulberg, med hjälp av tvivel för att jag skulle fungera i ljudfilmer. Tvivelaktigt säger jag, eftersom jag talade ordentlig engelska med en ordentlig röst och kom från teatern. Så jag slutade utan tvekan.

Lillian Gish återvände tillbaka till scenen, och andra ledande figurer lämnade snart skådespeleriet helt: Colleen Moore, Gloria Swanson och Hollywoods mest kända skådespelarpar; Douglas Fairbanks och Mary Pickford. Buster Keaton ville gärna utforska det nya mediet, men när hans studio MGM genomförde övergången till ljud försvann hans kreativa kontroll. Även om ett flertal av Keatons tidiga ljudfilmer gjorde imponerande vinster var de artistiskt sett usla. 
Flera av det nya mediets största attraktioner kom från vaudeville och musikaler, där artister som Al Jolson, Eddie Cantor, Jeanette MacDonald och Bröderna Marx var vana vid vad som krävdes för både dialog och sång. James Cagney och Joan Blondell, som hade spelat tillsammans på Broadway, fördes västerut av Warner Bros. 1930. Några få skådespelare var stora stjärnor både före och efter övergången: Richard Barthelmess, Clive Brook, Bebe Daniels, Norma Shearer, komikerparet Stan Laurel och Oliver Hardy, och den ojämförlige Charlie Chaplin, vars Stadens ljus (1931) och Moderna tider (1936) använde ljud nästan enbart för musik och effekter. Janet Gaynor blev en stor stjärna med I sjunde himmeln (1927) och Soluppgång (1928) som både hade synkroniserat ljud men var dialoglösa, liksom Joan Crawford med den teknologiskt liknande Our Dancing Daughters (1928). Greta Garbo var den enda skådespelaren med engelska som andraspråk som lyckades åstadkomma stjärnstatus på båda sidorna ljudgränsen.
När ljudfilmerna uppkom, med deras förinspelade musikspår, fann ett ökande antal musiker från biograforkestrar sig utan arbete. Mer än bara deras position som filmackompanjatörer blev inkräktade på; historikern Preston J. Hubbard menar att "Under 1920-talet hade musiker i stora biografer blivit en extremt viktig del av den amerikanska filmen." Med uppkomsten av ljudfilmen försvann många av de framföranden som brukade användas vid biografer som en slags prelud. Den amerikanska federationen av musiker använde stora tidningsreklamer för att protestera mot att mekaniska uppspelningsapparater fick ersätta riktiga musiker. En reklam från 1929 från Pittsburgh Press visar en bild på en burk med texten "Canned Music / Big Noise Brand / Guaranteed to Produce No Intellectual or Emotional Reaction Whatever" ("Inspelad musik / Typen stort oväsen / garanterad att inte producera någon intellektuell eller känslomässig reaktion överhuvudtaget") och med följande reklamtext:

Inspelad musik inför rätta

Det här är målet Konst vs. Mekanisk musik i biografer. Den anklagade står åtalad inför det amerikanska folket för att ha försökt korrumpera musikaliskt omtyckande och motarbeta musikutbildning. Biografer i flera städer använder synkroniserad mekanisk musik som ett substitut för Riktig Musik. Om biografbesökarna accepterar det här fördärvet av deras underhållningsprogram, är en avsevärd nedåtgång inom musikkonsten omöjlig att förhindra. Musikauktoriteter vet att själen i konsten försvinner när den mekaniseras. Det kan inte bli något annat då musikkvalitén är beroende av artistens humör, den mänskliga kontakten, utan vilken essensen av intellektuell stimulans och känslomässig hänryckning försvinner.

Följande år hade en rapporterad siffra av 22 000 biografmusiker förlorat sina jobb.